# Achatia sectilana
Achatia sectilana är en fjärilsart som beskrevs av Embrik Strand 1917. Achatia sectilana ingår i släktet Achatia och familjen nattflyn. Inga underarter finns listade i Catalogue of Life.